# Ser
|  | Per a altres significats, vegeu «SER». |

El Ser és un riu de Catalunya neix a la Serra de Finestres prop de Santa Pau dins del Parc Natural de la Zona Volcànica de la Garrotxa. Davalla pel sud fins al nucli de Santa Pau quan canvia el seu curs cap a l'est recollint aigües de diversos torrents i rieres entre ells el Ritort fins a arribar a Serinyà el qual depassa pel nord fins a desembocar al Fluvià. La seva conca, incloent els seus afluents, recull aigües dels municipis de Santa Pau, Sant Ferriol, Besalú, Mieres (la Garrotxa), Serinyà i Sant Miquel de Campmajor (Pla de l'Estany).
La vall tectònica d'aquest riu és al peu de l'escarpament de falla de les serres del Corb i de Finestres, on hi ha els volcans més importants de la Garrotxa (Volcà de Santa Margarida i el Croscat).
L'estació d'aforament de Serinyà dona, per a la conca de 113 km² d'aquest riu, un cabal mitjà fins a 1969 de 144 m3/s.
Entre els ponts que hi ha per passar el Riu Ser, en destaca el pont de la carretera vella de Banyoles a Besalú que hi ha a Serinyà, format a partir de dos arcs el·líptics.